# Мельников, Владимир Андреевич
Влади́мир Андре́евич Ме́льников (18 августа 1928, деревня Венюково (ныне Чеховский район Московской области) — 7 мая 1993, Москва) — советский учёный и конструктор вычислительной техники. Член-корреспондент (1976) и академик АН СССР (1981). Лауреат двух Государственных премий СССР.
Известен созданием советского суперкомпьютера Электроника СС БИС. Принимал участие в создании БЭСМ-6 (первого советского компьютера с быстродействием более 1 млн операций в секунду).

## Биография
В 1951 окончил МЭИ.
В 1950—1978 — инженер, инженер-конструктор, старший инженер, ведущий конструктор, начальник лаборатории, главный конструктор Института точной механики и вычислительной техники АН СССР.
В 1960—1988 — доцент, профессор, заведующий кафедрой МФТИ.
В 1978—1993 — научный руководитель отделения НИИ «Дельта».
В 1983—1993 — директор Института проблем кибернетики Академии наук.
В 1990—1993 — научный руководитель научно-учебного центра по проблеме «Супер-ЭВМ» АН СССР и Минвуза РСФСР.
Умер 7 мая 1993 года. Похоронен на Троекуровском кладбище в Москве.

## Награды и премии
- орден Ленина (01.06.1956)
- 2 ордена Трудового Красного Знамени (26.04.1971; 15.01.1976)
- Государственная премия СССР (1969)
- Государственная премия СССР (1980)
- Премия имени С. А. Лебедева АН СССР (1978)